# 焦扬
焦扬（1957年8月—），女，汉族，山东龙口人，中华人民共和国政治人物。上海市人大代表。复旦大学新闻系新闻专业毕业，新加坡南洋理工大学工商管理专业工商管理硕士学位。曾任复旦大学党委书记。

## 生平
1974年10月参加工作，任山东省淄博市周村区南阎公社知青、大队团总支书记。1976年11月加入中国共产党。1976年，任中共山东省委知青办工作人员。1979年，在复旦大学新闻系新闻专业学习。1983年，任复旦大学团委副书记、书记。
1986年，任中共上海市委宣传部对外宣传处干事、副处长、调研员。1995年，任中共上海市委对外宣传办公室对外宣传处处长。1997年，任中共上海市委对外宣传办公室（市政府新闻办公室）副主任（2003年1月正局级）（其间：2004年3月—2006年3月，在新加坡南洋理工大学工商管理专业学习，获工商管理硕士学位）。
在2003年5月至6月间，时任上海市人民政府新闻办公室副主任的焦扬主持了8场防治非典例行新闻发布会，每周都与媒体记者见面。2003年6月3日，时任上海市人民政府秘书长的杜家毫正式宣布上海建立新闻发言人制度，每两周举行一次，并且如果有需要，还会临时增加次数，焦扬成为上海市政府首批新闻发言人之一，也是全国省级政府首位新闻发言人。2008年1月22日，焦扬作为市政府新闻发言人完成了最后一次新闻发布工作。
2008年，任上海市新闻出版局局长、党组书记，市版权局局长。2011年，任中共上海市委宣传部副部长、市精神文明建设委员会办公室主任。2012年，任上海市妇联党组书记。2013年4月，任上海市妇联主席、党组书记。
2013年10月，任全国妇联书记处书记、党组成员，上海市妇联主席、党组书记。2014年3月，任全国妇联书记处书记、党组成员。2015年7月，任全国妇联副主席、书记处书记、党组成员。
2016年10月12日，任复旦大学党委书记。2023年2月21日，焦扬卸任。